# An Nam quốc vương

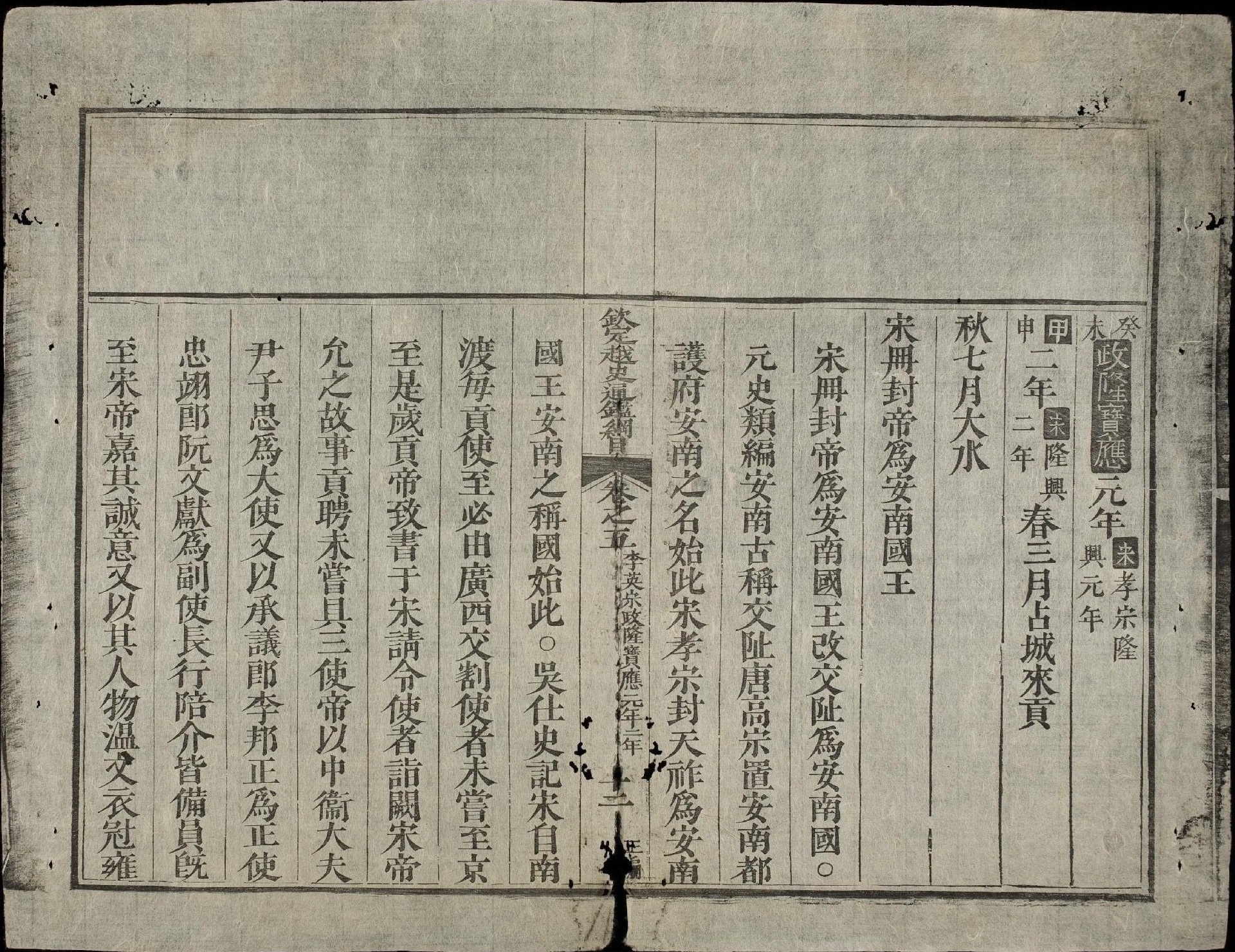
Khâm định Việt sử thông giám cương mục (《欽定越史通鑑綱目》): Doãn Tư Tư (尹子思) đi sứ sang Nam Tống, vua Tống (Hiếu Tông) phong cho vua Lý (Anh Tông) là An Nam quốc vương (安南國王), (ngày 30 tháng 9 năm 1164).

An Nam quốc vương (chữ Hán: 安南國王) là tước hiệu do các vị hoàng đế nhà Tống, nhà Nguyên, nhà Minh và nhà Thanh của Trung Quốc phong cho một số vị vua Việt Nam hoặc hoàng thân quốc thích thời nhà Lý, nhà Trần, nhà Hồ, nhà Hậu Lê và Nhà Nguyễn Tây Sơn. Ngoài ra, trong lịch sử chỉ có duy nhất chúa Trịnh Tráng được nhà Nam Minh công nhận làm An Nam phó quốc vương, điều này không hề diễn ra trước và sau thời kỳ đó.
Sau Chiến tranh Pháp – Thanh năm 1885, nhà Thanh ký Hòa ước Thiên Tân công nhận nền bảo hộ của Pháp ở Việt Nam và chấm dứt chế độ thiên tử – chư hầu giữa Trung Quốc với Việt Nam.

## Danh sách
- Lý Thiên Tộ (tại vị: 1138-1175) thụ phong năm 1164[2] hoặc năm 1174[3][4][5]
- Lý Long Cán (tại vị: 1175-1210) thụ phong năm 1186[6]
- Lý Hạo Sảm (tại vị: 1110-1224) không rõ năm thụ phong[3]
- Trần Cảnh (tại vị: 1226-1258) thụ phong năm 1229[3] hoặc năm 1236[7] bởi Nhà Tống, thụ phong năm 1258 bởi đế quốc Mông Cổ[8]
- Trần Hoảng (tại vị: 1258-1278) thụ phong năm 1261 bởi đế quốc Mông Cổ[8], thụ phong năm 1262 bởi Nhà Tống[3]
- Trần Di Ái (hoàng thân quốc thích nhà Trần, thụ phong năm 1281)[8]
- Trần Ích Tắc (hoàng thân quốc thích nhà Trần, thụ phong năm 1285)[8]
- Trần Đoan Ngọ (con trai Trần Ích Tắc, thụ phong năm 1333)
- Trần Hạo (tại vị: 1341-1369) thụ phong năm 1369 nhưng chưa kịp nhận sắc phong thì mất[9]
- Dương Nhật Lễ (tại vị: 1369-1370) thụ phong năm 1370 thay thế cho Trần Hạo đã mất[10]
- Trần Phủ (tại vị: 1370-1372) thụ phong năm 1373 khi đang làm Thái thượng hoàng[10]
- Trần Hiện (tại vị: 1377-1388) thụ phong năm 1388 nhưng chưa kịp nhận sắc phong đã bị phế truất[11]
- Hồ Hán Thương (tại vị: 1401-1407) thụ phong năm 1403[12]
- Trần Thiêm Bình (vốn tên là Nguyễn Khang, mạo danh là con vua Trần Nghệ Tông, được nhà Minh phong năm 1406 để lấy cớ đánh nhà Hồ)[12]
- Trần Cảo (tại vị: 1426-1428) được Lê Lợi dựng lên với danh nghĩa hậu duệ nhà Trần, thụ phong năm 1427[12]
- Lê Nguyên Long (tại vị: 1433-1442) thụ phong năm 1437[12]
- Lê Bang Cơ (tại vị: 1442-1459) thụ phong năm 1443[13]
- Lê Nghi Dân (tại vị 1460) thụ phong năm 1460[14]
- Lê Tư Thành (tại vị: 1460-1497) thụ phong năm 1462[15]
- Lê Tranh (tại vị: 1497-1504) thụ phong năm 1499[16]
- Lê Tuấn (tại vị: 1504-1509) thụ phong năm 1506[12]
- Lê Oanh (tại vị: 1509-1516) thụ phong năm 1513[12]
- Lê Duy Kỳ (tại vị: 1619-1643 và 1649-1662) thụ phong năm 1647 bởi nhà Nam Minh khi đang làm Thái thượng hoàng[17]
- Lê Duy Vũ (tại vị: 1662-1671) thụ phong năm 1667[18]
- Lê Duy Cáp (tại vị: 1675-1705) thụ phong năm 1683[18]
- Lê Duy Đường (tại vị: 1705-1729) thụ phong năm 1719[18]
- Lê Duy Tường (tại vị: 1732-1735) thụ phong năm 1734[18]
- Lê Duy Thận (tại vị: 1735-1740) thụ phong năm 1737[18]
- Lê Duy Diêu (tại vị: 1740-1786) thụ phong năm 1761[18]
- Lê Duy Khiêm (tại vị: 1786-1789) thụ phong năm 1788[18]
- Nguyễn Huệ (tại vị: 1788-1792) thụ phong năm 1789[18]
- Nguyễn Quang Toản (tại vị: 1792-1802) thụ phong năm 1792[18]

## An Nam phó quốc vương
- Trịnh Tráng (tại vị: 1623-1657) thụ phong năm 1651